# Palomero
Palomero là một đô thị trong tỉnh Cáceres, Extremadura, Tây Ban Nha. Theo điều tra dân số 2007 (INE), đô thị này có dân số là 498 người.
39°31′B 5°25′T / 39,517°B 5,417°T